# Quercus introgressa
Quercus introgressa là một loài thực vật có hoa trong họ Cử. Loài này được P.M.Thomson miêu tả khoa học đầu tiên năm 1977.